# Сюрстрёмминг
Сюрстрёмминг (швед. surströmming, произносится как сюштрёммин) — шведский национальный продукт, представляющий собой консервированную квашеную балтийскую сельдь (салаку).

## Происхождение названия
Слово surströmming состоит из двух шведских слов sur и strömming; слово sur «кислый», «квашеный» происходит от прагерм. *sūraz — «кислый» и родственно нем. sauer, англ. sour , а strömming означает «балтийская сельдь».

## История
Заквашивание продуктов — давно известный метод консервирования. В XVI веке во время военных действий, которые вёл шведский король Густав I Васа с немецким городом Любек, возник недостаток запасов соли. В связи с этим сельдь засаливалась с меньшим количеством соли, что нарушало нормальный процесс консервирования, и продукт начинал бродить. В обстановке войны и голода забродившая сельдь стала употребляться в пищу. Ко всеобщему удивлению, по вкусу она совсем не напоминала тухлятину, а кому-то её кисловатый привкус даже понравился, поэтому стали говорить, что рыба не протухла, а «прокисла». О новом блюде пошли слухи, и, поскольку соль стоила недёшево даже в мирное время, то в Северной Швеции, где было нелегко достать свежие продукты, у бедняков «заквашивание» сельди стало распространённым способом её консервации.
Сюрстрёмминг стал популярен во всей Швеции, хотя центром его потребления по-прежнему считается Высокий берег на северо-восточном побережье страны.
Долгое время в Швеции действовал королевский указ, согласно которому первый в году сюрстрёмминг нельзя было класть на прилавки до третьего четверга августа. В 1998 году указ был отменён и теперь сюрстрёммингом можно торговать круглый год. По требованию общественности, однако, для любителей сюрстрёмминга третий четверг августа по-прежнему остаётся одним из самых больших праздников в году.
В апреле 2006 года некоторые крупные авиакомпании, такие как Air France и British Airways, запретили провоз консервированного сюрстрёмминга, объясняя это потенциальной «взрывоопасностью» банок. В результате в Стокгольмском аэропорту Арланда была остановлена продажа продукта.

### Родственные блюда
Недостаток соли в Скандинавии также привёл к появлению лютефиска, при приготовлении которого соль заменяется щёлоком.

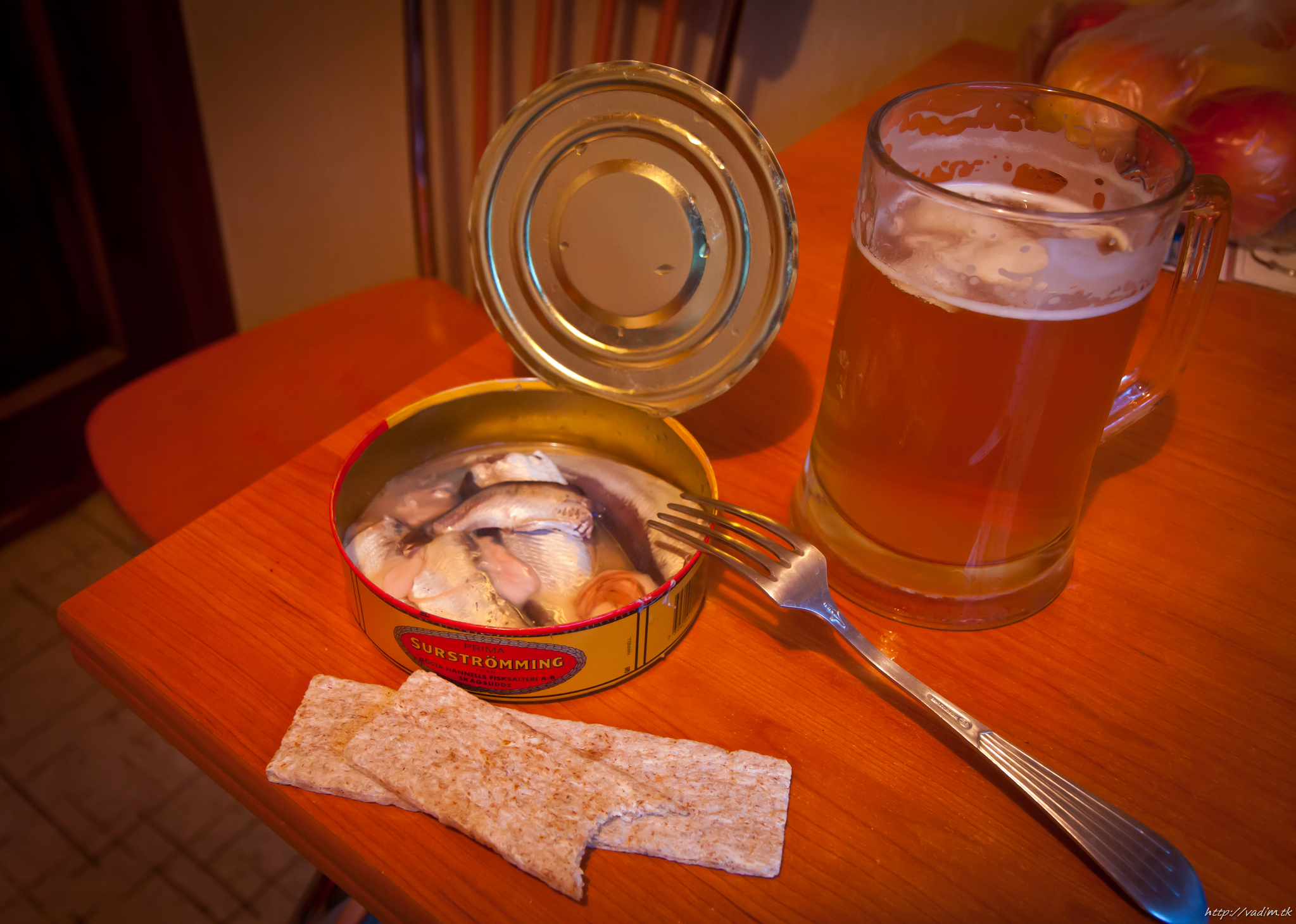
Простая домашняя сервировка (с пивом и хрустящими хлебцами)

У карелов существует блюдо Kevätkala («весенняя рыба»). Пойманную осенью жирную рыбу — сёмгу, беломорскую сельдь — укладывали в бочки брюшками вверх с малым количеством соли, послойно перекладывая листьями крапивы, сверху ставили гнёт и оставляли в подвале до весеннего улова. Рыба квасилась, выделяя сок. Карелы считают такую квашеную рыбу не только вкусной, но и полезной для здоровья, так как она лучше усваивается организмом человека. Подобное блюдо известно также у русских Карелии и Архангельской области («межонка» / «межёнка» / «межонная рыба» / «кислая рыба» / «печорский засол»), у вепсов и коми.

## Приготовление
Балтийскую сельдь (салаку) ловят в апреле, до нереста. Голову и внутренности удаляют, но икру оставляют ради вкуса. Сельдь на несколько дней кладут в бочонки с едким тузлуком (раствором поваренной соли), чтобы удалить из неё кровь и жир. Затем рыбу перекладывают в бочонки с менее концентрированным тузлуком, где она размягчается и киснет ещё примерно два месяца. Во время этого процесса собственные ферменты продукта и бактерии образуют, среди прочих, пропионовую кислоту, масляную кислоту и уксусную кислоту, а также сероводород. В июле сельдь закрывают в банки и ставят в холодное место. Качество конечного продукта определяется концентрацией тузлука и температурой, при которой хранятся бочонки. Рыба продолжает киснуть даже после того, как её закрывают в банки, поэтому при попытке открыть её, не соблюдая мер предосторожности, под давлением скопившегося в банке газа сок может обрызгать всё вокруг. Чтобы этого избежать, банку обычно открывают на улице или опустив в воду.

### Запах
Сюрстрёмминг знаменит своим резким, тошнотворным для многих людей запахом, поэтому его не рекомендуется подавать к столу в закрытых помещениях или в людных местах. В самой Швеции сюрстрёмминг считается деликатесом и достойным угощением, хотя даже там его не принято есть каждый день.

## Употребление

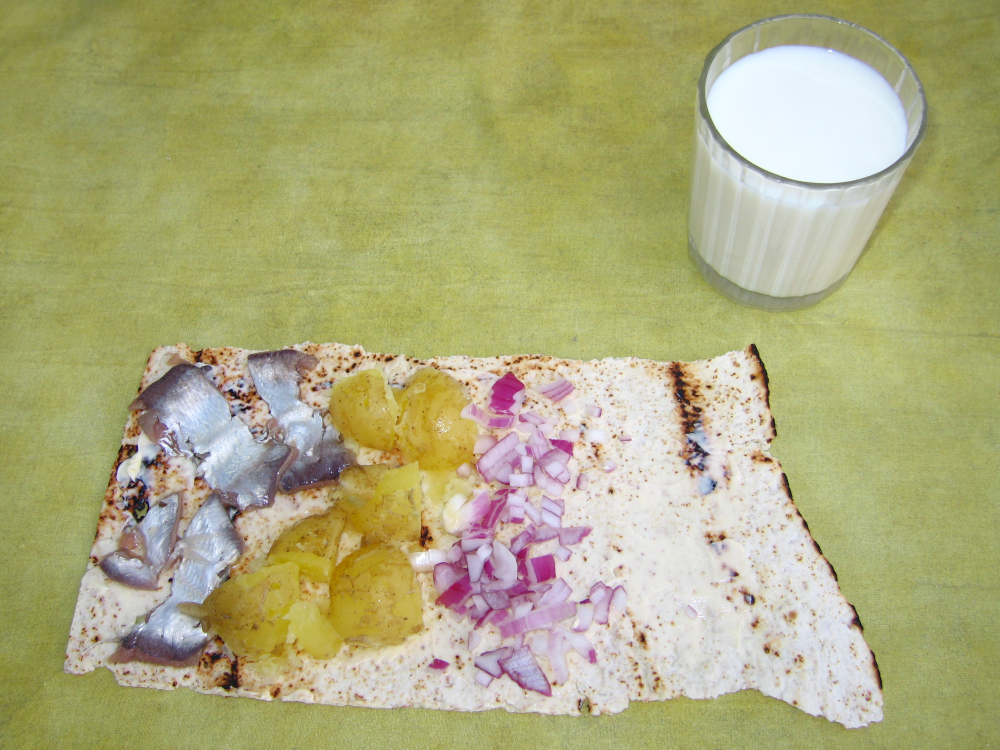
Бутерброд с сюрстрёммингом

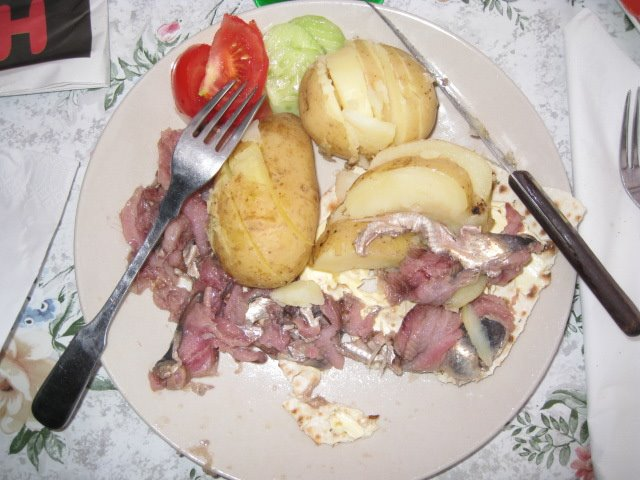
Сюрстрёмминг, сервированный с картофелем и салатом на тарелке

Сюрстрёмминг можно есть без гарнира, прямо из банки. Он имеет солёный вкус и издаёт резкий неприятный запах. Шведы едят его с отварным картофелем, помидорами, сырым луком или хлебцами с маслом. Сюрстрёмминг также может использоваться для приготовления бутербродов. Наиболее распространённые напитки, употребляемые с сюрстрёммингом: пиво, шнапс, молоко или шведский аналог кваса — юлмуст. Некоторые гурманы заедают рыбу брусникой и запивают молоком. Чаще всего рыбу кладут на хлеб с маслом, посыпанный мелко нарезанными луком; желательно употреблять с холодным пивом или шнапсом.